# Erode
Erode (en tamil: ஈரோடு) es una localidad de la India capital del distrito de Erode, estado de Tamil Nadu. Está ubicada a orillas del río Kaveri.

## Geografía
Se encuentra a una altitud de 173 m.s.m. a 350 km de Chennai, en la zona horaria UTC +5:30.

## Demografía
Según estimación 2010 contaba con una población de 139 758 habitantes.